# سیارک ۵۵۸۷۴
سیارک ۵۵۸۷۴ (به انگلیسی: 55874 Brlka، نامگذاری:1997UL9) پنجاه و پنج هزار و هشتصد و هفتاد و چهارمین سیارک کشف شده‌است که در ۲۸ اکتبر ۱۹۹۷ کشف شد.